# Holmewood
Holmewood – wieś w Anglii, w hrabstwie Derbyshire, w dystrykcie North East Derbyshire. Leży 31 km na północ od miasta Derby i 205 km na północny zachód od Londynu. Miejscowość liczy 2909 mieszkańców.